# Religionsfreiheit im Libanon
Religionsfreiheit im Libanon ist in der Verfassung des Landes vorgesehen. Das Land hat eine religiös diverse Demographie. Spannungen zwischen den unterschiedlichen, einflussreichen Religionsgruppen sollen durch einen machtpolitischen Proporz eingedämmt werden. Initiativen, die sich über Konfessionsgrenzen hinweg oder jenseits von konfessioneller Zugehörigkeit organisieren möchten, werden dadurch jedoch eingeschränkt.

## Normierung

### Verfassungsrechtlicher Rahmen
Artikel 9 der Verfassung des Libanon garantiert die Gewissensfreiheit und die Freiheit der Religionsausübung:
"Die Gewissensfreiheit gilt uneingeschränkt. Indem der Staat seiner Verpflichtung nachkommt, Gott, den Allerhöchsten, zu ehren, achtet er alle Religionen und Bekenntnisse und schützt die Freiheit, die religiösen Riten unter seinem Schutz auszuüben, ohne die öffentliche Ordnung zu stören. Er garantiert auch die Achtung des Personenstands und der religiösen Interessen aller Menschen, unabhängig davon, zu welcher Glaubensrichtung sie gehören."
Artikel 10 schreibt darüber hinaus den Religionsgemeinschaften das Recht zu, eigene Schulen zu betreiben:
"Der Unterricht ist frei, solange er die öffentliche Ordnung nicht stört, nicht gegen die guten Sitten verstößt und die Würde einer Religion oder einer Glaubensrichtung nicht berührt. Das Recht der Gemeinschaften, eigene Schulen einzurichten, darf nicht verletzt werden, sofern sie den allgemeinen Anforderungen entsprechen, die der Staat für das öffentliche Bildungswesen festlegt."

### Völkerrechtlicher Rahmen
Der Libanon ist dem Internationalen Pakt über bürgerliche und politische Rechte am 3. November 1972 beigetreten, der unter Artikel 18 das Recht auf Gedanken-, Gewissens- und Religionsfreiheit ausformuliert.

## Herausforderungen, Gefährdungen und Verletzungen der Religionsfreiheit

### Konfessionalismus und Proporz bei politischen Ämtern im Rahmen des Abkommens von Ta'if
Der Libanon ist durch einen starken Konfessionalismus geprägt, d. h. die verschiedenen konfessionellen Gruppen haben eine zentrale Stellung in Gesellschaft und Politik und eine vergleichsweise große Autonomie. Im Rahmen des Abkommens von Ta'if vom 22. Oktober 1989 wurde vereinbart, die wichtigsten Staatsämter nach einem konfessionellen Proporz zu verteilen: Der Staatspräsident soll gemäß des Abkommens stets ein maronitischer Christ sein, der Premierminister ein Sunnit und der Parlamentspräsident ein Schiit. Die Parlamentssitze sollen je zur Hälfte an Christen und Muslime gehen. Vorschläge und Initiativen, den Konfessionalismus und die damit verbundene Machtaufteilung zu überwinden, sind bislang weitgehend erfolglos geblieben. Die Machtaufteilung entlang der Konfessionslinien sich zwar als bis zu einem gewissen Grad geeignet gezeigt hat, Spannungen und Konflikte einzudämmen. Gleichzeitig limitiert sie jedoch auch den demokratischen Wettbewerb der Ideen und schränkt die Möglichkeiten und Freiheit von Initiativen ein, die sich über Konfessionsgrenzen hinweg oder jenseits von konfessioneller Zugehörigkeit organisieren bzw. organisieren möchten.

### Blasphemie-Verbot
Das Strafgesetz des Libanons enthält ein Verbot, "Gott öffentlich zu lästern". Ein Verstoß gegen die Bestimmung kann mit einer Freiheitsstrafe von bis zu einem Jahr geahndet werden. Eine nähere Definition von Gotteslästerung wird im Gesetz nicht genannt. Inwieweit das Gesetz auch durchgesetzt wird, variiert. Insgesamt wird das Gesetz in der Umsetzung aber vergleichsweise locker gehandhabt.